# 瑞穂駅 (神奈川県)
瑞穂駅（みずほえき）は、かつて神奈川県横浜市神奈川区瑞穂町に存在した、日本国有鉄道（国鉄）東海道本線貨物支線（瑞穂線）の貨物駅である。輸出入に関わる貨物を取り扱っていた。

## 歴史
1935年（昭和10年）7月15日に、入江駅から分岐する貨物支線とともに開設された。横浜港の瑞穂埠頭建設に合わせて開設されたもので、外国貿易の貨物を取り扱うことを主眼としていた。駅開設の時点で3,000トン級の貨物船が5 - 6隻横付けできる岸壁を備えていたが、さらに拡張工事が続けられていた。
入江駅分岐と設定されていたが、実際には千若信号場で分岐する形となっていた。千若信号場はもともと、東神奈川駅と海神奈川駅を結ぶ貨物支線と高島線が平面交差する地点に設けられた信号場であったが、瑞穂支線の建設とほぼ同時期に海神奈川駅が高島線より北側に移転しており、以降は高島線から瑞穂駅への貨物支線および山内町駅（1944年に横浜市場駅に改称）への貨物支線が分岐する信号場に実質的に変化した。瑞穂へ至る貨物支線は、かつての海神奈川駅構内を通っているものと考えられているが、海神奈川駅が移転した正確な日付は不明となっている。
第二次世界大戦後、日本に進駐した連合軍は瑞穂埠頭を接収し、アメリカ軍専用に利用されるようになった。これにともない日本側の利用は禁止されたが、1947年（昭和22年）に日本側の利用申請が認められ、8月15日より利用が再開された。1955年（昭和30年）1月17日には、東高島駅の所属路線変更に伴って瑞穂駅への分岐駅が東高島に変更され、営業キロが変更された。しかし1958年（昭和33年）5月1日付で日本側の利用は打ち切られ、東高島 - 瑞穂間の貨物支線とともに駅は廃止となった。
廃止後、設備は米軍専用線に転用され、長く使用された。横浜港の臨港鉄道網がほとんど廃止となり撤去されている21世紀初頭時点でもなお埠頭への線路が残される数少ない専用線となっていたが、その後米軍での使用も終了し、2021年（令和3年）3月31日付でレールおよび線路を敷設していた土地が日本側に返還された。今後、防衛省南関東防衛局と国鉄分割民営化により土地の権利を承継したJR貨物の間で協議の上レールは撤去する予定だといい、鉄橋も解体されると報じられている。

### 年表
- 1935年（昭和10年）7月15日：入江 - 千若信号場 - 瑞穂間 (2.8 km) が瑞穂支線として開業。終着駅として、当駅開業。
- 1945年（昭和20年）9月：瑞穂埠頭を米軍接収、日本側の利用が禁止される。
- 1947年（昭和22年）8月15日：瑞穂支線に限り、日本側の使用が許可される。
- 1955年（昭和30年）1月17日：東高島駅が東神奈川 - 高島間支線上の駅から、高島線上の駅となる。これと同時に千若信号場を併合し、これにより瑞穂支線の起点を入江駅から東高島駅に変更 (-0.6 km)[3]。
- 1956年（昭和31年）4月20日：駐留軍小口扱貨物の取扱を開始する[4]。
- 1958年（昭和33年）5月1日：米軍専用線に転用のため瑞穂支線廃線[5]。それに伴い当駅廃止。
- 2021年（令和3年）3月31日：瑞穂支線の線路及び土地がアメリカより返還される。

## 駅構造
構内には、数多くの留置線を備えていた。

## 隣の駅
日本国有鉄道
東海道本線貨物支線（瑞穂線）
東高島駅 - 旧・千若信号場 - 瑞穂駅